# Мошна (Люблінське воєводство)
Мошна (пол. Moszna) — село в Польщі, у гміні Ясткув Люблінського повіту Люблінського воєводства.
Населення — 343 особи (2011).

## Демографія
Демографічна структура станом на 31 березня 2011 року:
|          | Загалом | Допрацездатний вік | Працездатний вік | Постпрацездатний вік |
| -------- | ------- | ------------------ | ---------------- | -------------------- |
| Чоловіки | 173     | 37                 | 120              | 16                   |
| Жінки    | 170     | 30                 | 95               | 45                   |
| Разом    | 343     | 67                 | 215              | 61                   |